# 井上茂兵衛 (政治家)
井上 茂兵衛（いのうえ もへえ、1853年8月21日〈嘉永6年7月17日〉 - 1927年〈昭和2年〉2月18日）は、日本の商人（扇子商）、実業家、政治家。名古屋市会議長。旧姓は富田。族籍は愛知県平民。

## 経歴
愛知県出身。富田幸吉の二男。1878年、井上佐吉の養子となり、家督を相続する。扇子商を営む。
名古屋瓦斯、尾州電気各社長、名古屋瓦斯常務取締役、豊橋瓦斯、浜松瓦斯、尾州瓦斯電気、中央鉄工所各取締役、北海炭業監査役などをつとめる。

## 人物
漢詩の素養が深い。趣味が広く、詩や和歌も作る。住所は愛知県名古屋市西区押切町1丁目。

## 家族・親族
井上家
- 父・佐吉[1][7]
- 妻・かま（1863年 - ?、愛知、水野孫十郎の妹[1][3]、水野孫八の三女[7]）
- 養子・茂兵衛（1875年 - 1932年[9]、前名・鉦次郎、愛知県商品陳列所出品協会副会長[9]、扇子商[10][注 2]） - 愛知県の富田伊兵衛の二男で、井上茂兵衛の養子となり1927年に家督を相続する[10]。1932年10月15日に丹毒症のため逝去し、同月18日に押切町の養照寺（真宗大谷派）において盛大な告別式が行われた[9]。
  - 同二男・茂兵衛（1909年 - ?、前名・光三、扇子商）[10][12] - 1932年、家督を相続する[12]。
- 孫[3]